# Michel Delebarre

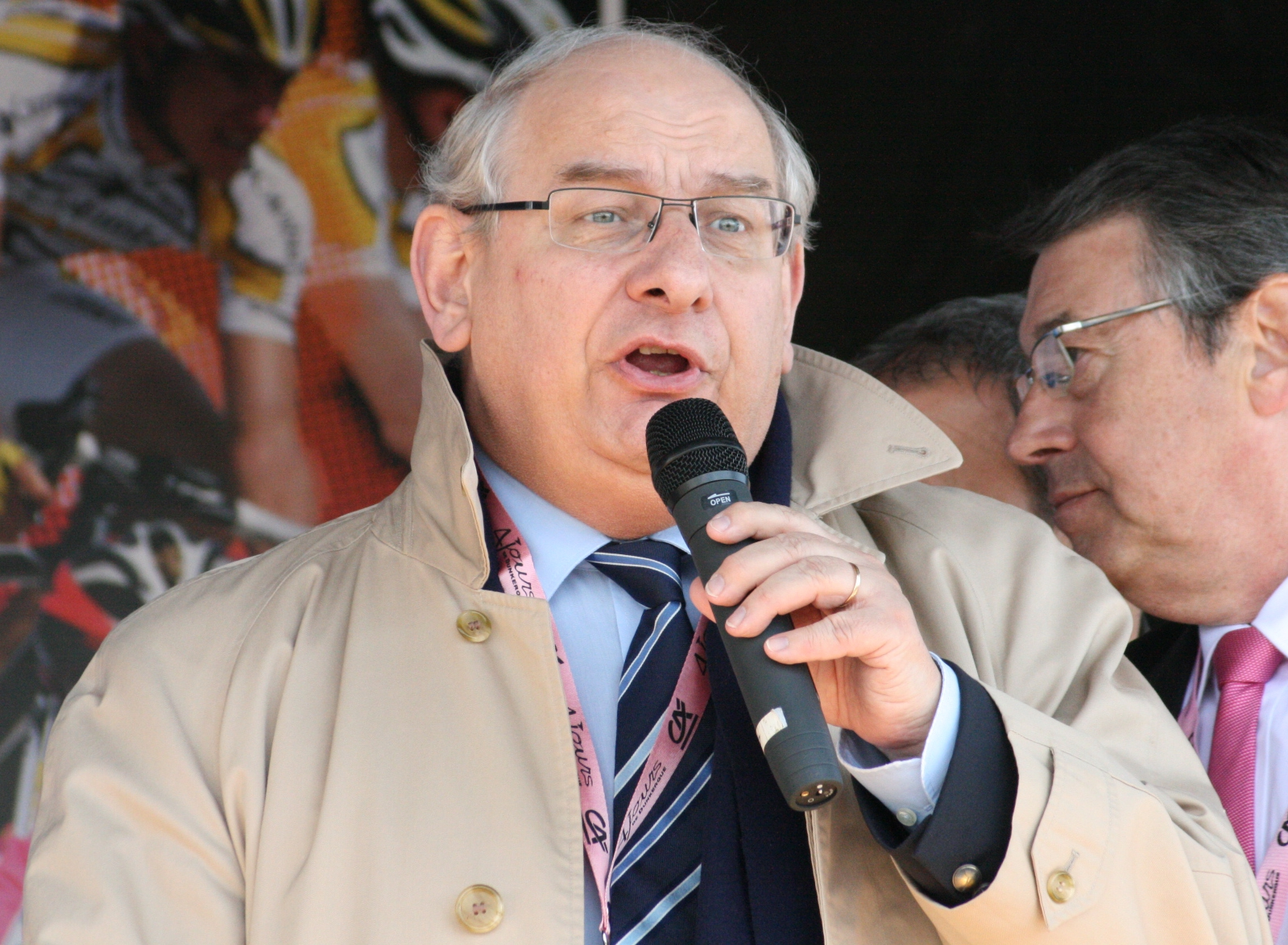
Michel Delebarre (2010)

Michel Delebarre (* 27. April 1946 in Bailleul, Département Nord; † 9. April 2022 in Lille) war ein französischer Politiker der Parti socialiste (PS), Mitglied der Nationalversammlung (Assemblée nationale) und Minister. Er war ferner von 1989 bis 2014 Bürgermeister von Dunkerque, zwischen 1998 und 2001 Präsident des Regionalrates von Nord-Pas-de-Calais sowie zuletzt von 2011 bis 2017 Senator.

## Leben

### Minister, Abgeordneter und Bürgermeister von Dunkerque
Michel Delebarre, der ein Studium der Geografie absolviert hatte, war zwischen vom 28. Mai 1982 bis zum 16. Juli 1984 Kabinettsdirektor von Premierminister Pierre Mauroy. Im Anschluss übernahm er am 20. Juli 1984 im Kabinett Fabius das Amt des Ministers für Arbeit, Beschäftigung und berufliche Bildung (Ministre du Travail, de l’Emploi et de la Formation professionnelle) und hatte es bis zum 21. März 1986 inne. Bei der Parlamentswahl vom 16. März 1986 wurde er für die Parti socialiste (PS) zum ersten Mal zum Mitglied der Nationalversammlung (Assemblée nationale) gewählt und vertrat dort nach seiner Wiederwahl bei der Parlamentswahl vom 12. Juni 1988 bis zum 28. Juli 1988 das Département Nord. Im ersten Kabinett Rocard fungierte er zwischen dem 13. Mai und dem 22. Juni 1988 als Minister für Soziales und Beschäftigung (Ministre des Affaires sociales et de l’Emploi). Zu seinen Mitarbeitern gehörte Jean-Cyril Spinetta, der spätere Chief Executive Officer (CEO) von Air Inter und Air France.
Anschließend übernahm Delebarre im zweiten Kabinett Rocard am 29. Juni 1988 das Amt als Minister für Verkehr und Meeresangelegenheiten (Ministre des Transports et de la Mer) und im Anschluss nach einer Kabinettsumbildung vom 22. Februar 1989 bis zum 21. Dezember 1990 als Minister für Ausrüstung, Wohnungsbau, Verkehr und Meeresangelegenheiten (Ministre de l’Équipement, du Logement, des Transports et de la Mer), ehe er nach einer weiteren Kabinettsumbildung vom 22. Dezember 1990 bis zum 16. Mai 1991 Staatsminister (Ministre d’État) und Minister für die Städte (Ministre de la Ville) war. In seiner Amtszeit als Verkehrsminister fanden Weltrekordfahrten des TGV statt, die aber wegen des Eisenbahnunfalls im Gare de Lyon am 27. Juni 1988 mit 56 Todesopfern nicht veröffentlicht wurden. Während dieser Zeit wurde er am 20. März 1989 auch Bürgermeister von Dunkerque. Dieses Amt hatte er mehr als 25 Jahre lang bis zum 5. April 2014 inne. Das Amt als Staatsminister und Minister für Städte und Raumordnung (Ministre d’État, Ministre de la Ville et de l’Aménagement du territoire) übte er zudem vom 15. Mai 1991 bis zum 2. April 1992 im Kabinett Cresson aus. Im darauf folgenden Kabinett Bérégovoy hatte er schließlich zwischen dem 2. April 1992 und dem 29. März 1993 das Amt als Staatsminister sowie Minister für Öffentlichen Dienst und Verwaltungsreform (Ministre d’État, Ministre de la Fonction publique et des Réformes administratives) inne.

### Präsident des Regionalrates und Senator

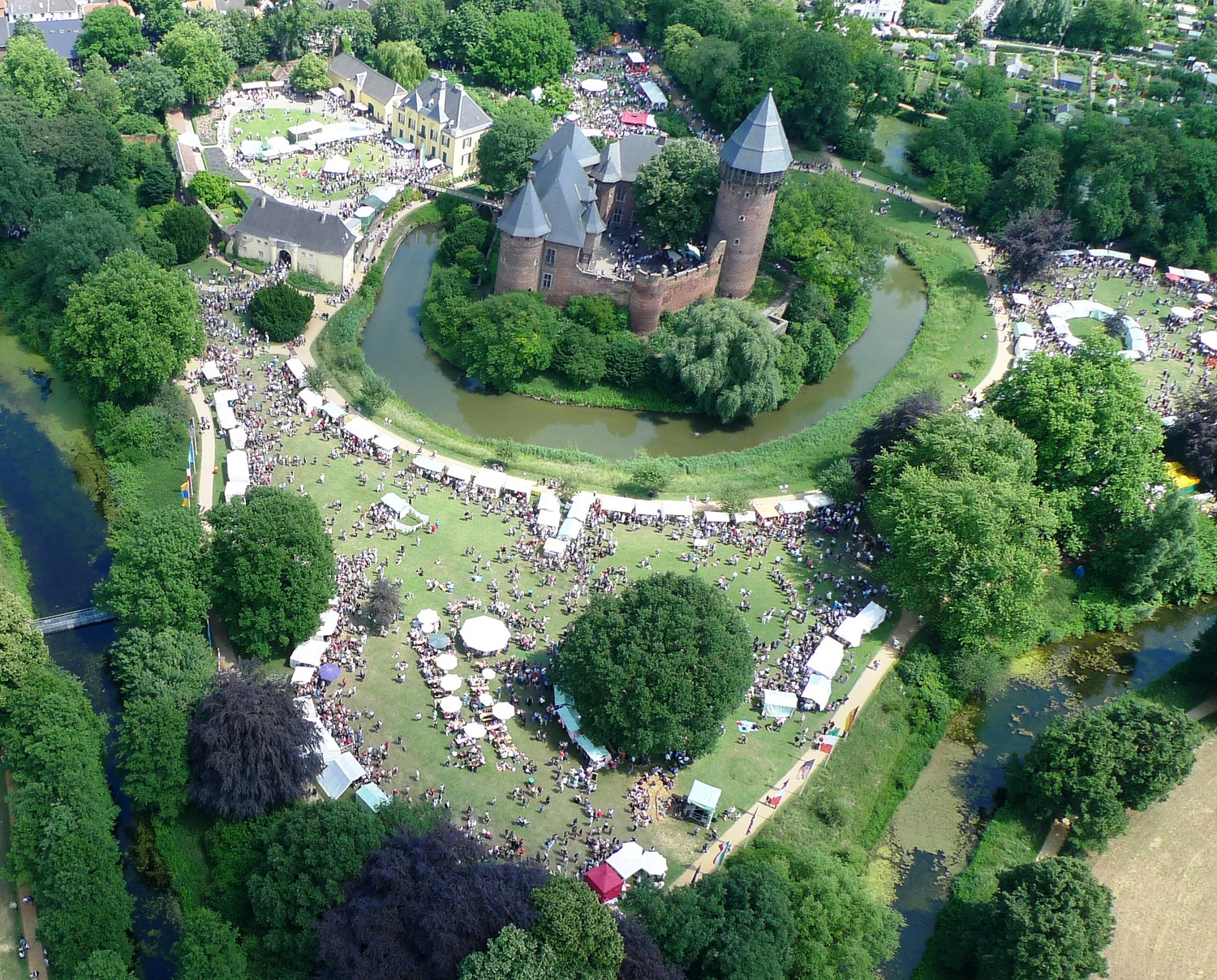
2006 war Michel Delebarre, damals Bürgermeister von Dünkirchen, Schirmherr des Flachsmarktes Linn in Dünkirchens Partnerstadt Krefeld.

Bei der Parlamentswahl am 1. Juni 1997 wurde Michel Delebarre für die PS im Département Nord wiederum zum Mitglied der Nationalversammlung, der er bis zu seinem Rücktritt am 1. Juli 1998 angehörte. Zuvor wurde er am 16. März 1998 als Nachfolger von Marie-Christine Blandin Präsident des Regionalrates von Nord-Pas-de-Calais und bekleidete diese Funktion drei Jahre lang bis zum 13. April 2001, woraufhin Daniel Percheron seine Nachfolge antrat.
Danach wurde Delebarre bei der Parlamentswahl am 16. Juni 2002 für die PS im Département Nord abermals zum Mitglied der Nationalversammlung gewählt, der er nach seiner Wiederwahl bei der Parlamentswahl am 17. Juni 2007 während der zwölften und dreizehnten Legislaturperiode zwischen dem 19. Juni 2002 und dem 30. September 2011 angehörte. 2006 löste er Peter Straub als Präsident des Europäischen Ausschusses der Regionen (AdR) ab. 2006 war er zudem Schirmherr des Flachsmarktes Linn.
Bei der Senatswahl vom 25. September 2011 wurde Michel Delebarre zum Mitglied des Senats (Sénat) gewählt und gehörte diesem bis zum 1. Oktober 2017 an. Während seiner Senatszugehörigkeit wurde er am 9. Oktober 2014 Sekretär des Ausschusses für Verfassungsgesetze, Gesetzgebung, allgemeines Wahlrecht, Verordnungen und allgemeine Verwaltung (Commission des lois constitutionnelles, de législation, du suffrage universel, du Règlement et d’administration générale) sowie 2015 auch Vize-Vorsitzender des Ausschusses für europäische Angelegenheiten (Commission des affaires européennes).
Michel Delebarre starb am 9. April 2022 in Lille im Alter von 75 Jahren; er litt zuletzt unter schwerem Diabetes.

## Veröffentlichung
- Le temps des villes, 1993.
- Jean Bart. La légende du corsair Lafon, Neuilly-sur-Seine 2002, ISBN 2-84098-787-2.